# فساد در قوه قضائیه جمهوری اسلامی ایران
فساد در قوه قضائیه جمهوری اسلامی ایران به جریانی از فساد در درون قوه قضائیه ایران اشاره دارد. وحید اشتری، فعال رسانه‌ای اصول گرا، در گفتگو با دیدبان ایران با اشاره به واگذاری دستگاه قضایی جمهوری اسلامی به مجتهدین اسلامی گفت که حوزه‌ای که دربست در اختیار مجتهدین بوده «فاضلاب» و «ناکارآمدترین» بخش حکومت شده است.
نمونه‌هایی از فساد در قوه قضاییه جمهوری اسلامی ایران:
اکبر طبری، معاون صادق لاریجانی در زمان ریاست بر قوه قضاییه، که به گفته نماینده دادستان طی «حدود ۲۰ سال» حضور در دستگاه قضایی «راه اجرای عدالت را در مورد برخی از متهمان دانه درشت اقتصادی سد کرده و با تشکیل گروه مجرمانه در معاونت اجرایی سابق حوزه ریاست قوه قضاییه موجب شده تا دفتر وی به کانونی جهت مراجعه برخی از متهمان برای حل پرونده خود تبدیل شود».
در کیفرخواست اکبر طبری -علاوه بر ده‌ها میلیارد تومان رشوه مستقیم- از جمله به مواردی همچون دریافت غیرقانونی «زمینی به مساحت ۳۰۰ متر مربع در خیابان کریم خان»، «زمینی مشجر به مساحت هزار و ۶۵۷ متر مربع واقع در لواسان»، «آپارتمان اداری به مساحت ۱۰۸ متر مربع در قیطریه تهران»، «۵ قطعه زمین و یک ویلا در بابلسر»، «۳ واحد خانه در برج فلورای فرمانیه»، «۳ دستگاه آپارتمان مسکونی در کامرانیه شمالی» اشاره شده است.
در نخستین جلسه دادگاه بررسی پرونده باند فساد در دستگاه قضا در ۱۸ خرداد ۱۳۹۹، نام قاضی منصوری در کنار متهمان دیگر از جمله اکبر طبری ذکر شد. در آن زمان مشخص شد که چهار نفر از متهمان این پرونده حسن نجفی (متهم ردیف دوم)، مصطفی نیازآذری (متهم ردیف پنجم)، محمد انوشه (متهم ردیف هفتم) و غلامرضا منصوری (متهم ردیف نهم) در خارج از ایران و به گفته دادستانی متواری‌اند.
غلامرضا منصوری متهم ردیف نهم پرونده قضایی اکبر طبری که از کشور متواری شده بود، به دریافت رشوه بالغ بر ۵۰۰ هزار یورو متهم شد. او که هنگام برگزاری دادگاه حضور نداشت، مشخص شد که به آلمان گریخته است.
قاضی دیگری که نامش در محاکمات خرداد ماه ۱۳۹۹ مطرح شد بیژن قاسم‌زاده بازپرس سابق شعبه دوم دادسرای فرهنگ و رسانه است که در اردیبهشت ۹۷ حکم توقیف تلگرام را نیز صادر کرده بود.
بیژن قاسم‌زاده سنگرودی به جرم تأثیر دادن نفوذ افراد و همچنین دریافت رشوه به انفصال دائم از خدمات دولتی و ۱۰ سال حبس تعزیری و ضبط مال ناشی از ارتشا و جزای نقدی محکوم شد.
سعید مرتضوی رئیس سابق دادگاه مطبوعات و دادستان سابق تهران بود. نام او در گزارش کمیته تحقیق مجلس ششم به عنوان عامل قتل زهرا کاظمی عکاس ایرانی-کانادایی، و در گزارش کمیته تحقیق مجلس هشتم به عنوان مقصر اصلی پرونده شکنجه و قتل زندانیان بازداشتگاه کهریزک ذکر شد.
در خرداد ۹۶ غلامحسین محسنی اژه ای معاون اول قوه قضاییه اذعان کرد که علی اکبر حیدری فر دادیار وقت دادگاه انقلاب در ماجرای کهریزک "دو پرونده دارد که یکی هنوز قطعی نشده و دیگری چون چند اتهام داشته مجازات [آن] سنگین است". او با تأیید زندانی بودن حیدری فر گفت در مورد پرونده دوم "برای او اشد مجازات یعنی ۱۵ سال حبس اعمال شده‌". در تیر ۹۶ غلامحسین اسماعیلی رئیس وقت دادگستری استان تهران جرایم حیدری فر را "تصرفات غیرقانونی، استفاده غیرقانونی از اموال دولت، ارتشا، استفاده از سلاح و درگیری در حوزه‌های مختلف" دانست و در اسفند ۹۶ عباس جعفری دولت‌آبادی دادستان وقت تهران، از صدور کیفرخواست دیگری علیه علی‌اکبر حیدری‌فر با شش عنوان اتهامی خبر داد.
با پایان مسئولیت محمد یزدی و روی کار آمدن محمود هاشمی شاهرودی، رئیس جدید قوه در ۶ آبان ۱۳۷۸، در سخنرانی معروفی در گردهمایی قضات و مدیران کل دادگستری استان تهران گفت: «اینک ما وارث یک خرابه و ویرانه در بخش مالی، اداری، قضایی و قوانین در این قوه هستیم.»
در زمستان سال ۱۳۹۵، کانال تلگرامی «آمدنیوز» از وجود ۶۳ حساب شخصی به نام صادق لاریجانی، رئیس وقت قوه قضاییه خبر داد و نوشت که سالانه ۲۵۰ میلیارد تومان به این حساب‌ها به صورت غیرقانونی واریز می‌شود. پس از آن محمود صادقی، نماینده مجلس دهم، قوه قضاییه را متهم کرد که سود ناشی از این حساب‌ها را صرف «مسکن و مزایای قضات» خود می‌کند.
در دی ماه ۱۴۰۳ قوه قضاییه اعلام کرد که امیرحسین مصدق به دلیل جرایمی چون «اعمال نفوذ غیرقانونی و مشارکت در رشوه»، به ۱۷ سال و ۹ ماه حبس و پرداخت ۸۲۵ میلیون تومان جریمه محکوم شد. همچنین محمدصادق مصدق به دلیل سوءاستفاده و مشارکت در هشت مورد پول‌شویی، به هشت سال زندان محکوم شد. بر اساس کیفرخواست، یکی از موارد اتهامی در پرونده فرزندان معاون اول سابق رئیس قوه قضاییه مربوط به واگذاری ورزشگاه «شهدای قیطریه» به یک برج‌ساز معروف در تهران بوده که سهم فرزندان معاون اول سابق قوه، ۲۰ درصد یعنی معادل ۱۴۰ میلیارد تومان بوده است. یکی دیگر از اتهامات امیرحسین و محمدصادق مصدق کهنمویی، اعمال نفوذ در پرونده محمد رستمی صفا، بدهکار بانکی و کسب ۲۰۰ میلیارد تومان بوده است.